# Songbei
Songbei är ett stadsdistrikt i Harbin i Heilongjiang-provinsen i nordöstra Kina.